# 庆安站
庆安站位于中华人民共和国黑龙江省绥化市庆安县铁南街，建于1937年，现为三等站。客运办理旅客乘降、行李及包裹托运；货运办理整车及零担货物发到。

## 历史
庆安境内铁路始建于伪满时期。伪康德3年（1936年）勘测铁路路基，伪康德4年（1937年）筑路，伪康德5年（1938年）5月铺轨正式通车，线路为单线。车站位于庆安县城北。
火车站初建时有职工26人，设警护团、线路养护工区、电信工区、客运室、货运室、行车室、行李房、货物仓库。庆安站归北安铁道局管辖。
1945年解放后，车站设客、货、运3个小组。1947年增设了铁路公安派出所。1949年职工增加到70人，隶属哈尔滨铁路局领导。1958年，绥化至佳木斯铁路扩建为双线。
1985年，庆安站职工增加到150人，站区占地总面积达3万平方米，其中，旅客候车室建筑面积200平方米，货物处和货物仓库共占地1204平方米。车站下设林场工区、养路场工区、桥梁工区、房产工区、电务工区、配电所、铁路公安派出所、装卸作业所等单位。
2016年7月，庆安站站舍拆除，启用临时候车厅3个月。同年11月，庆安站主站房扩建完毕，原有站场规模不变，同时，原53km道口拆除，新建公铁跨线桥。

## 事件
2015年5月2日，一名中年男子徐纯合其在上访途中，因庆安县火车站不允许其上火车，因而和车站执勤民警发生冲突，并抢夺警械，后警察开枪将其击毙。